# August Assmann

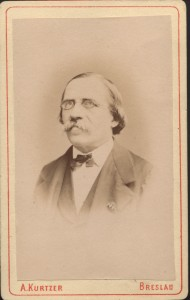
August Assmann

August Assmann (* 1819 in Breslau; † 25. April 1898 in Breslau) war ein deutscher Entomologe, spezialisiert auf Schmetterlinge und Schnabelkerfe.
Er war Lithograph in Breslau und Assistent am Zoologischen Museum in Breslau. Assmann veröffentlichte über Schmetterlingsfunde in der Gegend von Konstantinopel und in Schlesien sowie über Insektenfunde aus dem Tertiär (miozänes Tonlager in Schlossnitz, oligozäne Braunkohle in Naumburg am Bober).
Seine Sammlung ist am Naturgeschichtsmuseum in Breslau. Er war Herausgeber der Zeitschrift für Entomologie des Vereins für schlesische Insektenkunde in Breslau (1847 bis 1856).

## Schriften
- Die Schmetterlinge Schlesiens in Abbildungen nach der Natur mit erläuterndem Text. 3 Teile, Breslau, Band 3 erschien 1851 (Berichtigungen und Ergänzungen in der Zeitschrift für Entomologie, 1847 bis 1851)
- Verzeichnis der bisher in Schlesien aufgefundenen wanzenartigen Insekten. Hemiptera, Breslau 1855
- Catalogus Lepidopterorium Silesiae. Breslau 1853
- Palaeontologie. Beiträge zur Insekten-Fauna der Vorwelt. Breslau 1870 Digitalisat